# Артамонова Віра Климівна
Ві́ра Кли́мівна Артамо́нова (31 серпня 1925, м. Лебедин — 9 грудня 2016, м. Київ) — лікар, письменниця. Член Національної спілки письменників України (1982).

## Життєпис
Артамонова Віра Климівна народилася 31 серпня 1925 року в м. Лебедин на Сумщині в родині службовців.
1930 року сім'я переїжджає до Києва. Після закінчення Київської середньої школи №54 вступила до Київського медичного інституту, 1941-го року навчання було перервано війною. Працювала медсестрою у військовому госпіталі. Закінчила навчання  в медичному інституті 1946 року.
Понад півстоліття працювала в медицині. Спочатку — завідувачкою дільничої лікарні в с. Юрківка (Звенигородський район) на Черкащині, головним лікарем м. Олександрія на Кіровоградщині, потім — директоркою Київського медичного училища № 2, головлікарем поліклініки № 2 Печерського району м. Києва, заступником головного лікаря санаторію «Конча-Заспа», в 4-му Головному управлінні Міністерства охорони здоров'я України. Має шість наукових праць з медицини.
Померла 9 грудня 2016 року, похована на Байковому кладовищі м. Києва.

### Родина
З чоловіком Олександром Миколайовичем виховали двох синів, трьох онуків.

## Творча діяльність
Письменницьку діяльність розпочала 1961 року (перша публікація поезій в «Робітничій газеті»). Перша поетична збірка "Суцвіття" побачила світ 1965 року. Окремими виданнями вийшли понад десяток поетичних збірок. Серед них: «Травневий дощ» (1970), «Так велить весна» (1972), «Непочата вода» (1979), «Лицарі і Мадонна» (1999) та інші; книги для дітей: «Колючий м'ячик» (1979), «Малий» (1984) та інші. Окремі вірші перекладені російською мовою.
Автор оповідань для дітей — шість окремих видань. З останніх творів для дітей — книга «Бляшаний півник» (видавництво «Веселка», 2008).
Помітне місце у творчості Артамонової займає тема благородного призначення лікарської професії.

### Друковані твори
- Артамонова В. К. Любов'ю повниться земля.: Поезії. — К.: Азимут-Україна, 2008. — 454 с. — ISBN 978-966-8405-59-4.

## Громадська діяльність
Член спілки письменників України (20.04.1982)
Обиралась депутатом Київської міської ради (1953-1954 роки)
Десятки років вела шефську виховну роботу в школі-ліцеї «Лідер» Печерського району м.Києва.
Була заступницею Голови ради ветеранів Київської письменницької організації, активісткою Ради жінок України.

## Нагороди і відзнаки
Нагороджена державними нагородами — п'ятьма медалями.
1982 — Медаль «У пам'ять 1500-річчя Києва»
Має відзнаки Київської міської влади, Міністерства охорони здоров'я.
2005 — Пам'ятна відзнака Сумського міського голови